# Carole Eastman
Carole Eastman (19 de febrero de 1934-13 de febrero de 2004) fue una actriz y guionista estadounidense. Entre sus créditos como guionista se encuentran las películas The Shooting (1967) de Monte Hellman, Mi vida es mi vida (1970) de Bob Rafelson (por la que fue nominada a un premio Óscar) y The Fortune (1975) de Mike Nichols. Para escribir sus guiones generalmente utilizaba los seudónimos "Adrien Joyce" y "A.L. Appling".

## Biografía
El padre de Eastman trabajó como técnico (grip) en la industria cinematográfica, mientras que su madre fue secretaria de Bing Crosby. Tomó clases de ballet bajo las enseñanzas de Eugene Loring, quien aprovechando su labor como coreógrafo en la película Funny Face (1957) permitió que la joven apareciera como una de las bailarinas, rol que no fue acreditado. Eastman inició una carrera como modelo, pero luego decidió dedicarse a la actuación. Su labor como actriz consistió en apariciones en series de televisión como  Los Intocables , Alfred Hitchcock presenta  y Checkmate. Su hermano, Charles, también trabajó en la industria del cine, siendo guionista de Little Fauss and Big Halsy (1970) y posteriormente escribió y dirigió The All-American Boy (1973).
Eastman conoció a Jack Nicholson en 1957, cuando ambos eran alumnos de Jeff Corey. La amistad que surgió entre los actores se extendió durante décadas, y cuando ella trabajó como guionista Nicholson apareció en cuatro de sus películas. Su primera colaboración fue para el western The Shooting (1967) de Monte Hellman, que Eastman escribió bajo el seudónimo de Adrien Joyce. Este nombre lo volvió a ocupar en sus obras posteriores, como las cintas Model Shop (1969) de Jacques Demy y Puzzle of a Downfall Child (1970) de Jerry Schatzberg. Su trabajo más conocido como guionista fue Mi vida es mi vida (1970) de Bob Rafelson, en la que Nicholson interpreta a un trabajador de pozos petrolíferos con un pasado como niño prodigio del piano. La película, considerada uno de los exponentes del "Nuevo Hollywood", fue nominada a un premio Óscar en la categoría de mejor película, mientras que Nicholson recibió una nominación como mejor actor y Karen Black como mejor actriz de reparto. Eastman también fue nominada al Óscar gracias a su guion (nominación compartida con Rafelson, que fue acreditado como coguionista), recibiendo además nominaciones en los premios Globo de Oro y WGA.
Su siguiente película fue la comedia The Fortune (1975), dirigida por Mike Nichols y protagonizada por Nicholson y Warren Beatty. Eastman volvió a trabajar con Nicholson y Rafelson, protagonista y director de Mi vida es mi vida, respectivamente, en la cinta Man Trouble (1992), cuyo guion escribió utilizando su verdadero nombre.

## Filmografía
Como guionista
- The Shooting (1967)
- Run for Your Life (1968; TV)
- Model Shop (1969)
- Mi vida es mi vida (1970)
- Puzzle of a Downfall Child (1970)
- The Fortune (1975)
- Man Trouble (1992)
- Running Mates (1992; TV)

Como actriz
- Funny Face (1957) - Bailarina (no acreditada)
- Los Intocables (1961; TV) - Sondra Wiley
- Cain's Hundred (1961; TV) - Ann Rugoff
- Alfred Hitchcock presenta (1962; TV) - Marjorie Rogers
- Checkmate (1962; TV) - Julie Emhart

## Premios y nominaciones
| Año  | Premio               | Categoría                        | Película           | Resultado |
| ---- | -------------------- | -------------------------------- | ------------------ | --------- |
| 1970 | Premios Óscar        | Mejor argumento y guion original | Mi vida es mi vida | Nominada  |
| 1970 | Premios Globo de Oro | Mejor guion                      | Mi vida es mi vida | Nominada  |
| 1970 | Premios WGA          | Mejor guion de drama             | Mi vida es mi vida | Nominada  |